# أغنوديس
أغنوديس أو أغنوديكي (باليونانية القديمة: Ἀγνοδίκη عاشت في القرن الرابع قبل الميلاد)؛ كانت أول طبيبة من أثينا، و كانت أيضاً قابلة و طبيبة نسائية. قام غايوس جوليوس هيجينوس  الذي عاش في القرن الأول ما قبل الميلاد بتسجيل قصتها في عمله Fabulae (حكايا).

## الحياة
ولدت أغنوديس لعائلة ثرية من أثينا. كانت رغبتها في دراسة الطب مدفوعة مما شاهدته في حياتها من نساء توفين أثناء عملية الولادة، أو عانين ألماً شديداً. كان تخصص النساء في دراسة الطب النسائي و التوليد و القبالة مسموحاً في زمن أبقراط، إلا أنه مُنع بعد وفاته و عُدّ جريمةً تستحق الإعدام، و ذلك بعد أن اكتشف حُكام أثينا بأن بعضاً من النسوة يقمن بعملية الإجهاض. عملت أغنوديس على التنكر بزي رجل لكي تتمكن من طلب التدريب الطبي، كما تحججت بأنها كانت تسعى لدراسة الطب لكي تعالج صديقاً لها يعاني من المرض غادرت لاحقا لتستكمل دراستها في الإسكندرية، حيث استطاعت المرأة هناك أن تلعب دوراً مهماً في الوسط الطبي نظراً لما كانت تتمتع به من حرية في دراسة الطب و ممارسته.

## الطب
تلقت أغنوديس تحصيلها الطبي في مدينة الإسكندرية، و تتلمذت على يد هيروفيلوس الذي كان أهم خبير علم تشريح في ذلك الوقت، و بعد استكمالها تحصيلها العلمي عادت أغنوديس لتمارس الطب في أثينا متنكرةً بزي رجل، و مع مرور الوقت ذاع صيتها بين نساء أثينا اللواتي بدأن يطلبن عونها الطبي دون غيرها من الأطباء الرجال.

## المحاكمة
بدأ الأطباء يشعرون بأن خدماتهم الطبية لم تعد مطلوبةً من طرف النساء كما كان الحال في السابق، فشرعوا بتحميل أغنوديس مسؤولية ما يجري و اتهموها بأنها تعمل على إغواء النساء و بأن النساء يتمارضن لكي يحظين بلقائها، إذ لم يكونوا على علم بعد بأنها امرأة و ليست رجل. أثناء محاكمتها قام مجموعة من الأطباء و الأزواج بتوجيه الاتهامات و الإدانات لها، إلا أنها ما لبثت أن خلعت ردائها لتكشف عن هويتها الحقيقية، ولكنهم استمروا في كيل الاتهامات لها، ولكن في هذه المرة كانت اتهامات بالخداع و الادعاء الكاذب. استطاعت أغنوديس أن تقنع القضاة بأن اتهامات الرجال لا يمكن أن تكون كافية لتجعل منها مذنبة، كما جاءت مجموعة من النسوة و دافعن عن أغنوديس و أشدن بمهاراتها في الطب و استهجن محاولات أزواجهن إنزال حكم بالإعدام بها. بعد نقاش قصير، بُرئت أغنوديس مما نُسب إليها من اتهامات و تغير القانون في أثينا ليسمح للمرأة بالعمل في الطب لمداواة النساء.
كان لمحاكمة أغنوديس تأثيراً مهما، فقد فتحت الطريق أمام عمل المرأة في الطب في أثينا، كما استعملت رواية أغنوديس من قبل القابلات في القرن السابع عشر للدفاع عن أنفسهن في وجه طغيان الرجال على مهنة الطب.
تحولت أغنوديس في المدة الأخيرة إلى رمزٍ للطبيبات.